# Авиаудар по башне Хаджи
10 октября 2023 года во время вторжения группировки ХАМАС в Израиль израильская авиация нанесла удар по зданию в Секторе Газа, в котором находились журналисты, в результате чего по меньшей мере три из них погибли, а десятки получили ранения.

## Авиационный удар
Утром во вторник, 10 октября 2023 года, армия обороны Израиля (ЦАХАЛ) нанесла авиационный удар по башне Хаджи на улице Институтов в провинции сектора Газа, в результате чего она была полностью разрушена.
Хишам аль-Наваджа получил тяжёлые ранения и был госпитализирован в отделение интенсивной терапии медицинского комплекса «Аш-Шифа», о его смерти стало известно позднее.
Журналисты прибыли для репортажа после того, как житель соседнего здания сообщил, что ему позвонили израильские военные и предупредили о предстоящем авиаударе, после чего здание было эвакуировано. Однако авиаудар пришелся на другое здание, расположенное ближе к журналистам. Также был убит фотограф Smart Media — Мохамед Джаргун; по информации НКО HonestReporting, он был членом Бригад «Изз ад-Дин аль-Кассам» (вооружённого крыла ХАМАС).